# Бодье
Бодье — река в России, протекает по Череповецкому району Вологодской области. Исток находится в лесной болотистой местности между деревнями Поповское, Красново, Новинка и Думново. Населённых пунктов на реке нет. Устье реки находится в 9,8 км по левому берегу реки Сарка. Длина реки составляет 12 км.

## Данные водного реестра
По данным государственного водного реестра России относится к Верхневолжскому бассейновому округу, водохозяйственный участок реки — Рыбинское водохранилище до Рыбинского гидроузла и впадающие в него реки, без рек Молога, Суда и Шексна от истока до Шекснинского гидроузла, речной подбассейн реки — Реки бассейна Рыбинского водохранилища. Речной бассейн реки — (Верхняя) Волга до Куйбышевского водохранилища (без бассейна Оки).
Код объекта в государственном водном реестре — 08010200412110000009618.